# Lobelia nicotianifolia
Lobelia nicotianifolia es una especie de planta herbácea perteneciente a la familia de las campanuláceas. E originaria de India y Sri Lanka. Se le llama comúnmente tabaco silvestre, porque las hojas se parecen a las hojas de tabaco. Es una planta venenosa.

## Descripción
Es una planta alta, erguida, muy ramificada, hierba un poco peluda, que crece hasta un tamaño de 1,5-3 m de altura. Las hojas, parecidas a las del tabaco, son estrechamente obovadas-lanceolada, las inferiores de 30x5 cm, mientras que los superiores se hacen gradualmente más pequeñas. Las flores son grandes, blancas, y se producen  en racimos terminales  de 30 a 50 cm de largo. Las flores son de 3-4 cm de largo, con dos labios. Los sépalos son lisos o peludos, estrechos, de unos 1,2 cm de largo. Las frutas en cápsulas  algo redondeadas, y alrededor de 1,5 cm de diámetro. Las semillas son numerosas y muy pequeñas, elipsoides, y comprimidas.

## Propiedades
Lobelia nicotianifolia es usada en la India para tratar la  bronquitis, asma, y picaduras de insectos y escorpión, induce a la náusea y vómito.

## Taxonomía
Lobelia nicotianifolia fue descrita por Roth ex Schult. y publicado en Systema Vegetabilium, editio decima sexta 5: 47. 1819.
Etimología
Lobelia: nombre genérico que fue nombrado en honor del botánico belga Matthias de Lobel (1538-1616).
nicotianifolia: epíteto latino compuesto que significa "con hojas de Nicotiana".
Sinonimia
- Lobelia nicotianaefolia ,
- Dortmannia nicotianifolia (Roth ex Schult.) Kuntze ,
- Lobelia camptodon E.Wimm. ,
- Lobelia courtallensis K.K.N.Nair ,
- Lobelia nicotianifolia var. bibarbata E.Wimm. ,
- Lobelia nicotianifolia var. brevipedicellata E.Wimm. ,
- Lobelia nicotianifolia var. macrostemon Skottsb. ,
- Lobelia nicotianifolia var. trichandra (Wight) C.B.Clarke ,
- Lobelia trichandra Wight ,
- Rapuntium nicotianifolium (Roth ex Schult.) C.Presl[3][4]